# گاسومتر وینا

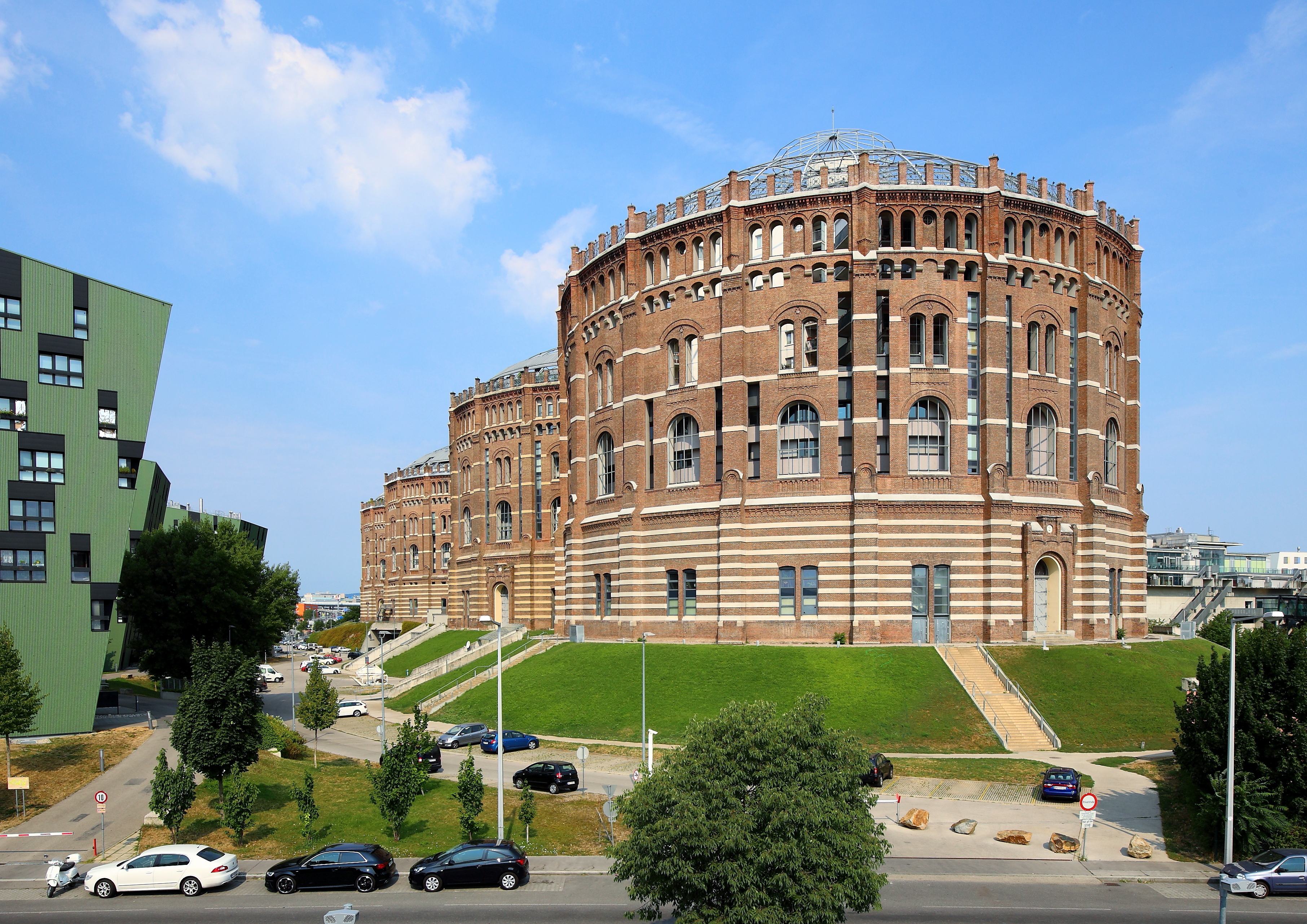
منطقهٔ مسکونی گاسومتر وینا

گاسومتر وینا (به آلمانی: Gasometer) یک منطقهٔ مسکونی در اتریش است که در وین واقع شده‌است.